# Cajanus pubescens
Cajanus pubescens är en ärtväxtart som först beskrevs av Alfred James Ewart och Alexander Morrison, och fick sitt nu gällande namn av Laurentius Josephus Gerardus Jos van der Maesen. Cajanus pubescens ingår i släktet Cajanus och familjen ärtväxter. Inga underarter finns listade i Catalogue of Life.